# Реставрація Мейдзі

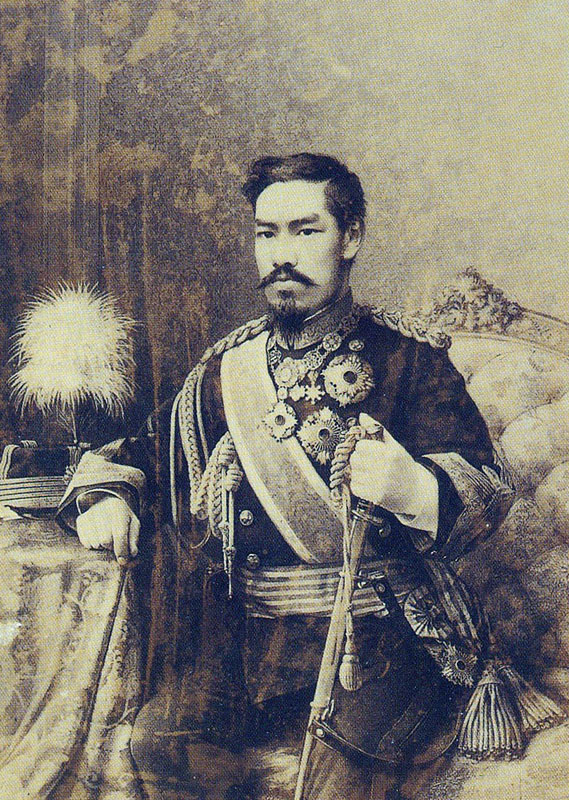
Імператор Мейдзі

Реставра́ція Мейдзі, або Реставрація Мейджі (яп. 明治維新, めいじいしん, МФА: [meːd͡ʑi iɕiɴ], «оновлення [років] Мейджі») — комплекс політичних, військових і соціально-економічних реформ в Японії в 1868–1889 роках, що перетворив відсталу аграрну країну на одну з провідних держав світу. Позначився переходом від самурайської системи управління в особі сьоґунату до прямого імператорського правління в особі імператора Муцухіто та його уряду. Політика реставрації істотно вплинула на державний устрій, законодавство, Імператорський двір, систему станів, провінційну адміністрацію, фінанси, промисловість, дипломатію, освіту, релігію та інші сфери життя японців. З реставрацією Мейджі пов'язується формування японської національної держави нового часу та японської національної ідентичності. Роки Мейджі характеризувалися зламом японського традиційного способу життя і пришвидшеним впровадженням в країні досягнень західної цивілізації. Через це реставрацію інколи називають Револю́цією Мейджі.

## Громадянська війна
Після повернення сьоґуном Токуґавою Йошінобу державної влади Імператору, в Японії було сформовано новий уряд. 3 січня 1868 року він проголосив указ про реставрацію прямого Імператорського правління. Згідно з цим документом сьоґунат Токуґава ліквідовувався, а управління державою переходило в руки Імператора та його уряду. На нарадах цього уряду було прийнято рішення позбавити екс-сьоґуна усіх рангів, титулів та більшої частини землеволодінь. Проти цього рішення виступили прибічники ліквідованого сьоґунату. Японія опинилася розколотою на два табори і вступила у громадянську війну. За японською назвою 1868 року вона іменувалася «війною року земляного дракона» — війною Бошін.
Наприкінці січня прихильники колишнього сьоґунату спробували захопити Кіото та відновити свою владу в країні. 27—30 січня 1868 в битві при Тоба-Фусімі їх розбило нечисленне, але осучаснене військо Імператорського уряду. Останній оголосив екс-сьоґуна ворогом трону і відправив свою армію на схід до міста Едо, основної цитаделі сьоґунату. 3 травня 1868 року Імператорські сили здобули її без бою. Протягом літа-осені вони воювали у Північній Японії проти Північного союзу про-сьоґунських сил. Він був розбитий в листопаді того ж року з падінням замку Айдзу-Вакамацу. 27 червня 1869 року перед урядовими військами капітулювали загони самопроголошеної республіки Едзо на чолі з Еномото Такеакі, які оборонялися в П'ятибастіонній фортеці міста Хакодате на острові Хоккайдо. Таким чином за півтора року Імператорський уряд зміг придушити опозицію збройним шляхом та об'єднати Японію під своєю владою.

## Поступ уряду
Під час громадянської війни Імператорський уряд встановив нові політичні стандарти. У лютому 1868 року він заявив представникам іноземних держав в Японії, що є новим законним урядом країни. Імператор проголошувався головою держави, який мав право здійснювати дипломатичні відносини. 6 квітня 1868 року він видав П'ятистатейну присягу, в якій виклав основні принципи реставраційного курсу. Вони передбачали колегіальність управління, участь усіх станів у випрацювані рішень, відмову від ксенофобії та дотримання міжнародного права, відкритість Японії світу задля отримання нових знань, необхідних для зміцнення країни. Присяга була складена перед японськими божествами усіма членами уряду в присутності Імператора.
11 червня 1868 року затверджено структуру уряду, який став називатися Великою державною радою. З Конституції США японці запозичили формальний поділ влади на законодавчу, виконавчу та судову, і зобов'язали високопосадовців переобиратися на посади кожні 4 роки. У центральному уряді були встановлені старші служби, які виконували роль міністерств, а в регіонах — молодші, які представляли центральну владу на місцях.
У вересні 1868 року, після захоплення урядовими військами міста Едо, його перейменували у Токіо («Східна столиця»), а в жовтні прийняли новий Імператорський девіз «Просвітлене правління» — Мейджі. Уряд вирішив використовувати в майбутньому лише один девіз за життя одного монарха. 3 вересня 1869 року Імператор переніс свою резиденцію з традиційного Кіото до Токіо, який став новою японською столицею.
Незважаючи на оновлення системи управління, Імператорський уряд не поспішав реформувати японське суспільство. 7 квітня 1868 року він опублікував п'ять публічних оголошень для народу, в яких виклав традиційні для попередньої епохи положення, що базувалися на конфуціанській моралі. Уряд закликав населення слухатись начальників, шанувати батьків і старших, бути вірним у шлюбі, забороняв громадські організації, мітинги та протести, а також сповідування християнства.

## Реформи

### Адміністративна реформа
Умовою формування унітарної Японії була ліквідація старого федералістського устрою країни. Його одиницею були автономні хани, які керувалися володарями даймьо. Під час громадянської війни 1868—1869 років японський уряд конфіскував володіння сьоґунату, які поділив на префектури. Проте території ханів залишилися поза його прямим контролем. У лютому 1869 року урядовці Кідо Такайосі та Окубо Тосіміті запропонували Імператору перепорядкувати ці території новому уряду. На пропозицію одразу пристали володарі чотирьох проурядових ханів Сацума, Тьосю, Тоса і Хідзену, які повернули імператору свої землі разом із населенням. 25 липня 1868 року уряд наказав зробити те саме володарям інших ханів, що було здійснено без супротиву. В обмін на землі володарі ставали головами місцевих представництв центрального уряду й отримували за це державну платню. Хоча землі ханів формально перейшли до держави, самі хани скасовані не були. Їхні володарі зберігали за собою права збирати податки та формувати війська на довірених їм землях, і, таким чином, залишалися напів-автономними. Через таку половинчату політику центру в регіонах наростало невдоволення. З метою остаточно перейти до унітарної форми державного устрою, 29 серпня 1871 року Імператорський уряд проголосив ліквідацію ханів і заснував замість них префектури по всій Японії. Колишніх володарів ханів переселили з регіонів до Токіо, а на їх місце призначили залежних від центру префектурних голів.
До 1888 року 306 префектур були скорочені до 47.

### Урядова реформа

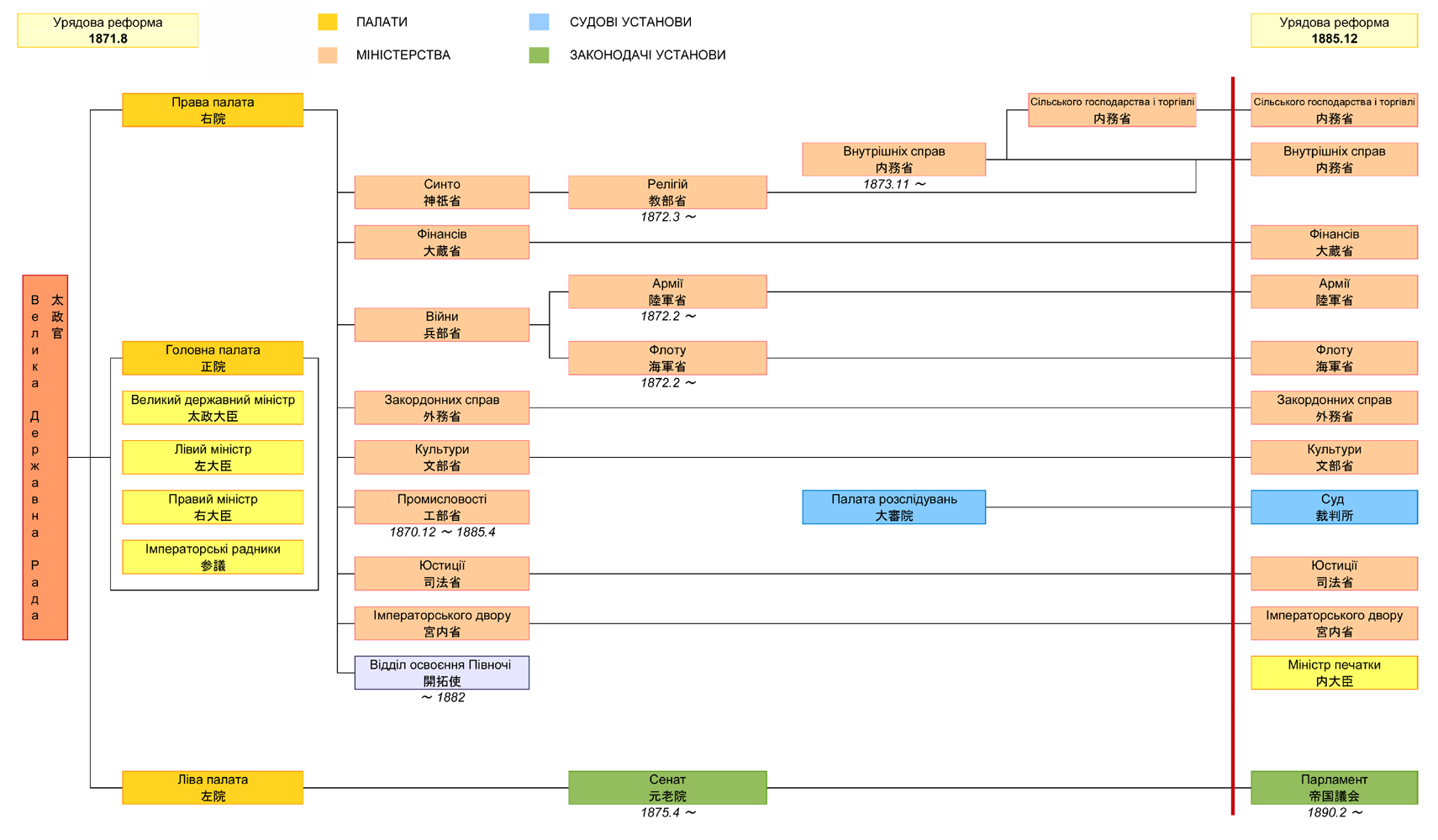
Дайдзьокан в 1871—1885 роках.

Одночасно з адміністративною реформою, йшли перетворення в структурі уряду. За основу нової виконавчої вертикалі була взята структура японського уряду 8 століття. З 15 серпня 1869 року уряд поділявся на три палати: головну, ліву і праву. Головна палата виконувала функції кабінету міністрів. До її складу входили великий державний міністр, лівий і правий міністри, та радники. Ліва палата була законодавчою інституцією і дорадчим органом при головній палаті. До складу правої палати входили вісім міністерств, які керувалися міністрами та їхніми заступниками. Більшість посад в уряді займали вихідці з колишніх ханів Сацума (Сайґо Такаморі, Окубо Тосіміті, Курода Кійотака), Тьосю (Кідо Такайосі, Іто Хіробумі, Іноуе Каору, Ямаґата Арітомо), Тоса (Ітаґакі Тайсуке, Ґото Сьодзіро, Сасакі Такаюкі) і Хідзен (Окума Сіґенобу, Окі Такато, Соедзіма Танеомі, Ето Сімпей), які утворили в ньому так звані ханські фракції. Головні посади обіймали столичні аристократи, такі як Сандзьо Санетомі й Івакура Томомі.

### Військова реформа
Одним із головних завдань Імператорського уряду було створення новітньої боєздатної армії. Після ліквідації ханів, їхні війська, що складалися із самураїв, були перепорядковані Міністерству війни. 10 січня 1873 року, за ініціативи Омури Масудзіро та Ямаґати Арітомо, уряд запровадив в країні загальну військову повинність. Відтепер усі чоловіки, які досягли 20-річного віку, були зобов'язані проходити службу в армії незалежно від свого соціального походження. Від служби звільнялися голови сімей та їхні спадкоємці, урядовці, студенти, а також особи, які сплатили відкуп у 270 єн. Новітня армія стала формуватися з переважно селян.
Одночасно з військовою реформою було створено окремі від армії підрозділи поліції. 1872 року вони підпорядковувалися Міністерству юстиції, а з наступного року — Міністерству внутрішніх справ. Столична поліція була організована в окреме Управління токійської поліції.

### Соціальні реформи
Для побудови національної японської держави Імператорський уряд проводив також активну соціальну політику. 25 червня 1869 року він утворив два привілейовані стани — титуловану (кадзоку) і нетитуловану (сідзоку) шляхту. До першої входили найзаможніші столичні аристократи та володарі ліквідованих ханів, а до другої — середнє і дрібне самурайство. Завдяки утворенню цих двох станів уряд намагався подолати споконвічне протистояння самураїв та аристократів, а також ліквідувати соціальну диференціацію та середньовічні стосунки пана-слуги в самурайському середовищі. Поряд із цим Імператорська влада проголосила рівність селян, ремісників і купців, незалежно від роду занять і посад. Вони стали називатися «простолюдом» (хеймін). 1871 року уряд прирівняв до нього паріїв, які зазнавали дискримінації впродовж періоду Едо. Простолюд зобов'язали мати прізвища, що раніше носилися виключно самураями, а титулованій і нетитулованій шляхті дозволили міжстанові шлюби. Традиційні обмеження на подорожі та зміну професії були скасовані. 4 квітня 1871 року влада прийняла закон про реєстрацію населення, яке наступного року було занесено в посімейні реєстраційні книги відповідно до трьох станових категорій — титулованої і нетитулованої шляхти, та простолюду.
Японська шляхта знаходилася повністю на державному утриманні. Вона отримувала щорічну пенсію, яка становила 30 % усього бюджету країни. З метою послабити державний тягар, 1873 року уряд видав Закон про повернення пенсій Імператору, який зобов'язував шляхту відмовитися від пенсій в обмін на виплату одноразових премій. Втім проблема вирішена не була, а державний борг з виплати пенсій постійно зростав, тому 1876 року влада остаточно скасувала практику їх видачі. У зв'язку з цим правова різниця між нетитулованою шляхтою, якій того ж року заборонили носити мечі, і простолюдом зникла. Аби забезпечити своє існування частина шляхти стала державними службовцями: урядовими клерками, поліцейськими і вчителями. Чимало осіб стали займатися сільським господарством. Проте більша частина подалася в комерцію і швидко збанкрутувала через відсутність купецьких навичок. Для порятунку нетитулованої шляхти уряд виділяв субсидії і заохочував її освоювати напівдикий Хоккайдо. Проте ці заходи були недостатніми, що стало причиною майбутніх заворушень.

### Земельно-податкова реформа
Найголовнішим завданням уряду в побудові новітньої Японії було створення надійної фінансової системи. Основним джерелом державної скарбниці був земельний податок у вигляді натуральної данини, яку століттями сплачували японські селяни своїм господарям. Після того як були ліквідовані хани, уряд взяв на себе їхні боргові зобов'язання, тому поповнювати бюджет грішми було надзвичайно складно. Через це влада взялася провести земельну і податкову реформи, з метою стабілізувати японські фінанси.
1871 року уряд дозволив створювати нові орні ділянки на незайманих землях, а наступного 1872 року скасував заборону на продаж землі, визнавши існування приватної власності. Власники нерухомості отримали сертифікати на володіння землею, в яких зазначалася ціна ділянки. Система сертифікатів ліквідувала традиційну общинну форму землеволодіння. 28 липня 1873 року, на базі цієї системи, уряд розпочав земельно-податкову реформу, яку завершив 1880 року. Внаслідок реформи замість нестабільного врожаю критерієм оподаткування стала стабільна ціна на землю, а власники земельних ділянок перетворилися на платників податків. Земельний податок слід було сплачувати грошима у розмірі 3 % від вартості земельної ділянки. Гірські ліси та ділянки, які використовувалися членами общини спільно, були одержавлені як нічийні. Ці перетворення забезпечили стабільне надходження валюти до державної скарбниці та сприяли розвитку товарно-грошових відносин в регіонах. Проте, з іншого боку, вони викликали соціальну диференціацію і збільшили податковий тягар на селі, і, як наслідок, стали причиною селянських виступів.

### Освітні реформи

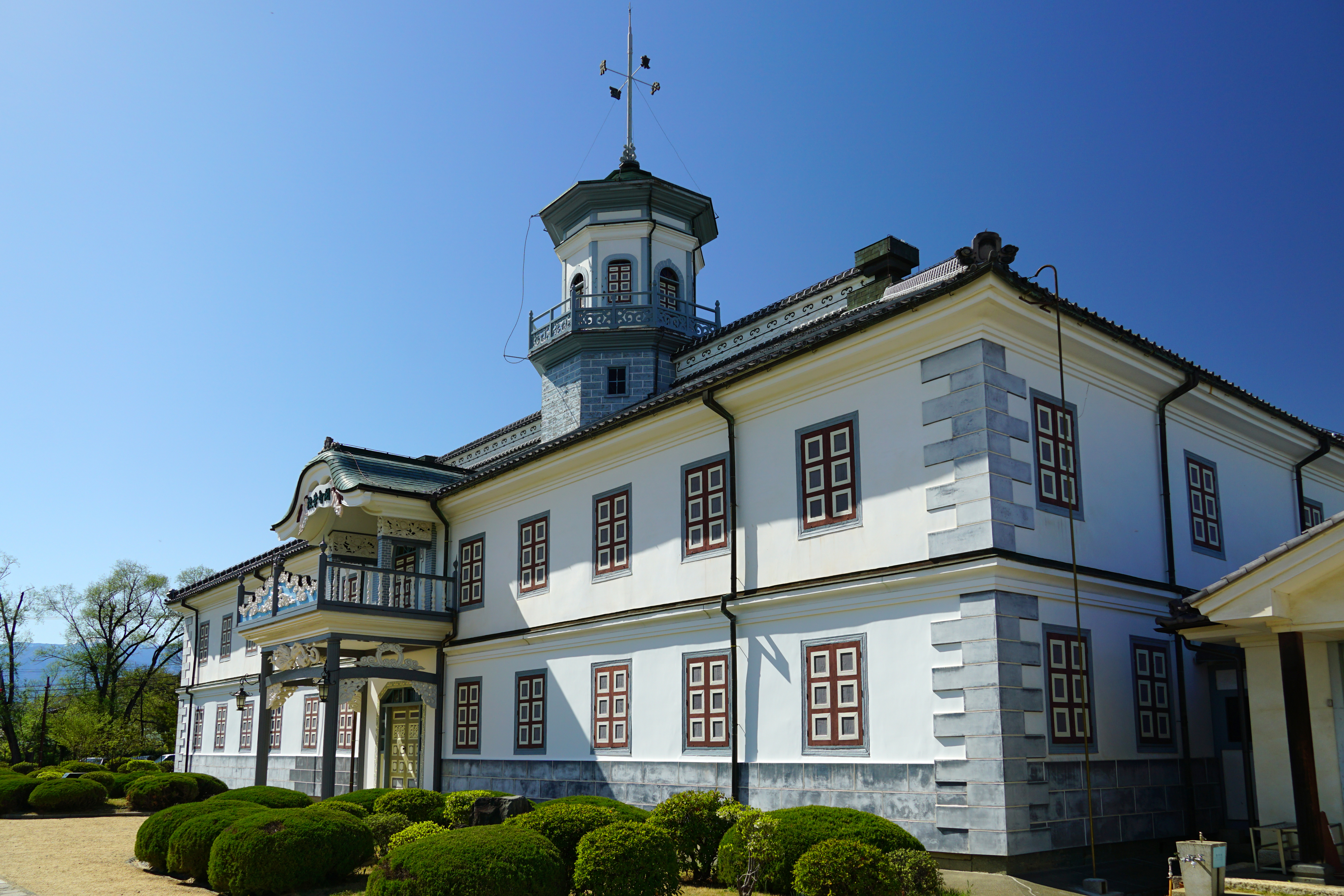
Школа Кайті — перша початкова школа в Японії.

У галузі освіти уряд провів ряд кардинальних реформ. 1871 року було створено Міністерство культури, центральну установу, що відповідала за освітянську політику. 1872 року вона видала постанову про систему державної освіти, яка базувалася на французьких аналогах. Згідно з цією системою Японія поділялася на 8 університетських районів. Кожен район міг мати 1 університет і 32 середні школи. Кожна середня школа утворювала окремий район середньої школи, в якому мусило працювати 210 початкових шкіл. Однак постанова Міністерства була радше декларативною і не враховувала реальних можливостей освітян і громадян. Тому 1879 року Міністерство видало Указ про освіту, за яким система районів скасовувалася, а обов'язкова державна освіта обмежувалася лише початковою школою німецького зразка. Вперше з'явилися навчальні державні заклади, де хлопці і дівчата навчалися разом.
Держава також докладала зусиль для розвитку японської університетської освіти. Зокрема, 1877 року було засновано Токійський університет, в якому на запрошення японського уряду працювало багато іноземних спеціалістів. У префектурах були створені педагогічні інститути та вищі освітні заклади для жінок. Державна ініціатива була підтримана громадськими діячами. Так, Фукудзава Юкіті став засновником приватної школи Кейо, майбутнього університету Кейо, а Ніїдзіма Дзьо — засновником школи Досіся, майбутнього університету Досіся.
Окремі урядові постанови щодо початкової, середньої, вищої та університетської освіти були прийняті в 1880-х роках.

## Розвиток промисловості
Слабкість підприємницького капіталу зумовила провідну роль держави у створенні великих підприємств та арсеналів. Острівна країна субсидіюванням заохочувала розвиток своєї промисловості, віддаючи перевагу фірмам, які працювали на потреби армії та флоту. У 1880-1890-х чимало державних фабрик і заводів було передано в оренду або продано приватним особам на пільгових умовах. З'явилися великі фірми: «Міцуї», «Міцубісі», «Ясуда», «Асано». Підприємства часто передавалися в руки землевласників та вищих службовців. Так формувався тісний зв'язок імперського уряду, землевласників і підприємців. У промисловості все ж домінували дрібні підприємства. За рівнем технічного розвитку Японія значно поступалася європейським країнам.

## Міжнародні відносини
Головною проблемою Імператорського уряду часів реставрації були нерівноправні договори з європейськими державами та США. Ці договори були нав'язані Японії іноземцями і укладені попереднім урядом — сьоґунатом Токуґава. Японці взяли курс на перегляд кабальних угод законним шляхом і 1871 року відправили до західних країн велике посольство на чолі з міністром Івакурою Томомі. До складу місії входило 50 посадовців та 60 студентів-стажерів. Посольство не змогло добитися касації нерівноправних договорів з країнами Заходу, але провело скрупульозний аналіз політично-адміністративної і соціально-економічної систем держав, які відвідало. 1876 року японський міністр закордонних справ Терасіма Муненорі добився від уряду США угоди про відновлення митної автономії Японії, але через протести Великої Британії та Німеччини ця угода була скасована.
Одночасно з цим, 1871 року, японський уряд відправив посольство до Цінського Китаю й уклав із ним японсько-цінський договір про дружбу. Це була перша рівноправна угода Японії з іноземною державою. Згодом добросусідські відносини були затьмарені вбивством японських підданих з Рюкю на острові Тайвань, що знаходився під опікою китайської сторони. 1874 року, під тиском військових та нетитулованої шляхти, Японія здійснила каральну експедицію до острова. Конфлікт було владнано за посередництва Великої Британії — китайці визнали дії японців правомірними і виплатили контрибуцію загиблим.
Нова японська влада була також зацікавлена в розвитку японсько-корейських відносин. Але корейська династія Чосон, яка дотримувалася старої політики міжнародної ізоляції, відмовлялася йти на контакт. Через це 1873 року в японському уряді спалахнули дебати про завоювання Кореї. Партія силовиків на чолі з Сайґо Такаморі й Ітаґакі Тайсуке вимагала вислати нове посольство до Кореї і, у випадку відмови, насильно змусити корейську сторону покінчити з ізоляцією та укласти угоду. Втім, в японському уряді перемогла точка зору партії прагматиків Окубо Тосіміті та Кідо Такайосі. Вони протестували проти силового вирішення питання відносин з Кореєю, посилаючись на невирішені проблеми всередині Японії. Попри це, 1876 року, після Канхваського інциденту, Японія змогла вступити в діалог з Кореєю і підписати договір про дружбу, що поклав край корейській столітній ізоляції. Ця угода була нерівноправною — вона позбавляла корейську сторону можливості встановлювати мита на японські товари і судити японських громадян, що здійснили злочини в Кореї, за корейським законодавством.
Паралельно з цим японський уряд активно займався укріпленням своїх кордонів. На півдні японський суверенітет утвердився на островах Рюкю та Оґасавара. Зокрема, 1872 року японці в односторонньому порядку проголосили Рюкюську державу, що перебувала у васальній залежності від Японії та Цін одночасно, своїм удільним володінням. Держава була перетворена на Рюкю-хан, управителем якого став колишній рюкюський ван Сьо Тай. 1879 року Японія остаточно анексувала Рюкю, перетворивши удільне володіння на префектуру Окінава. Острови Оґасавара також були приєднані в односторонньому порядку, незважаючи на протести Великої Британії та США, і передані під прямий контроль Міністерства внутрішніх справ.
Північні кордони було визначено шляхом переговорів із Російською імперією. На середину XIX століття, за договором 1854 року, Японія володіла південним Сахаліном та південною частиною Курильської гряди. Оскільки японці не мали на той час сил для освоєння Сахаліну, вони обміняли його на решту Курильської гряди, що перебувала під контролем росіян. Обмін Сахаліну на Курили було затверджено 1875 року договором у Санкт-Петербурзі.

## Культурні перетворення

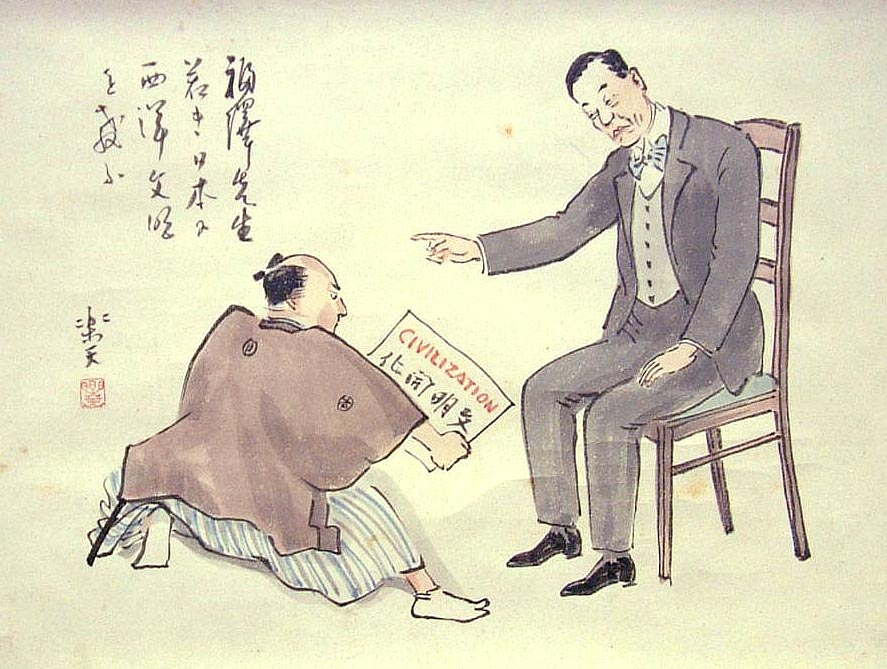
Фукудзава Юкіті повчає молоду Японію

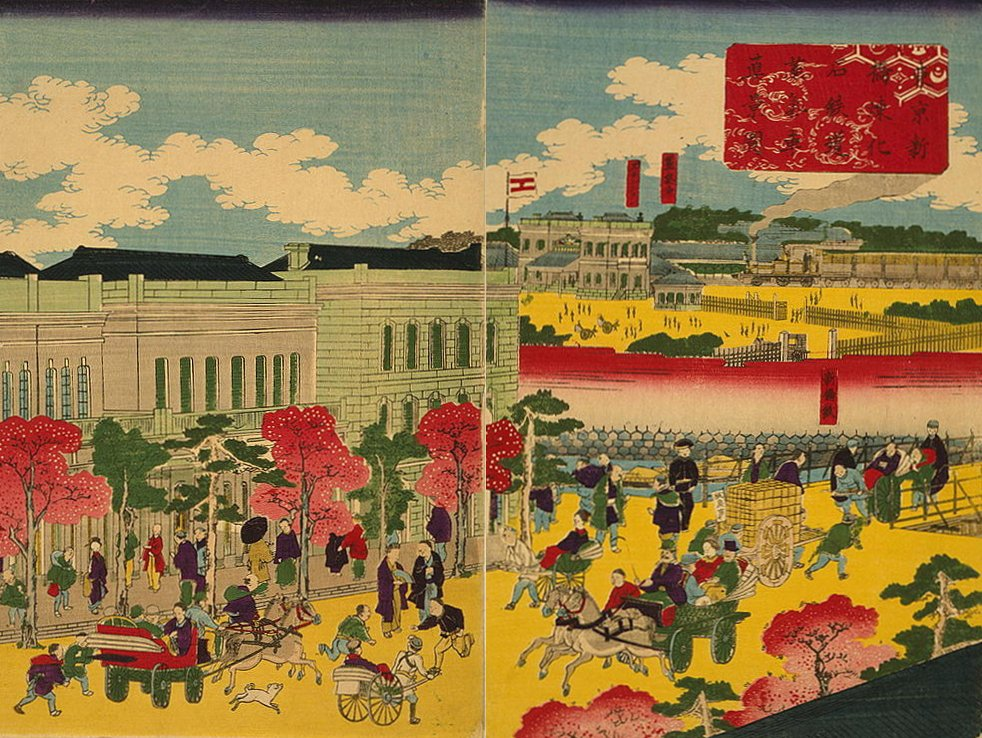
Токіо в 1872

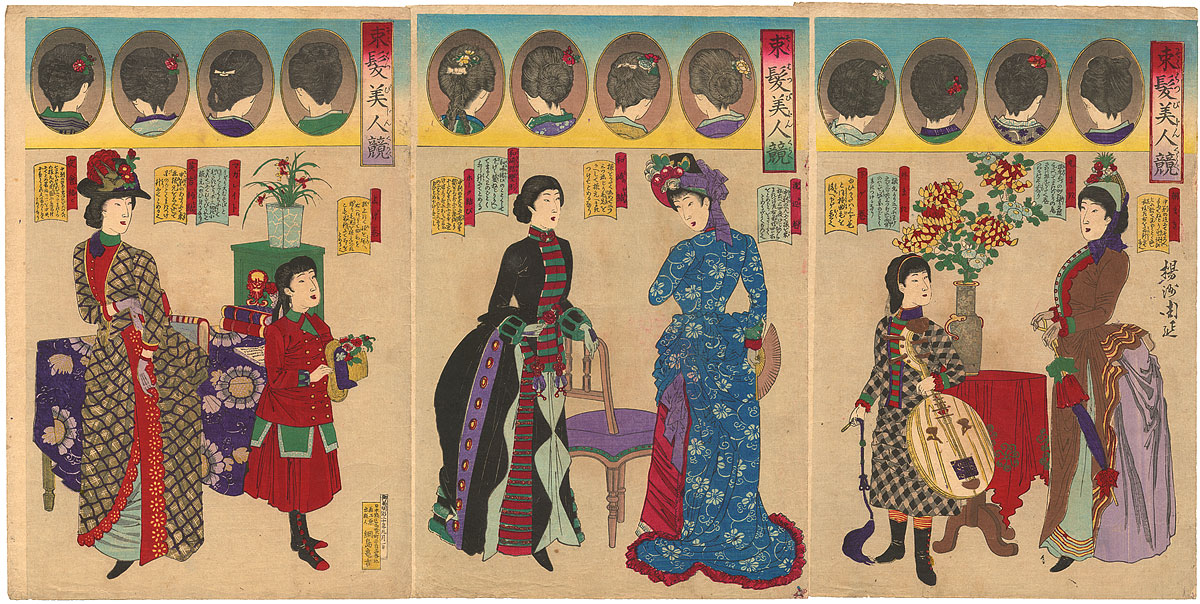
Тоехару Тіканобу. Європейська мода в Японії

Японський уряд прагнув модернізації країни в усіх сферах національного життя і активно сприяв впровадженню західних новітніх ідей та західного способу життя. Ці заходи були сприйняті позитивно більшістю японських інтелектуалів й набули широкої реклами серед громадськості стараннями журналістів. В японському суспільстві з'явилася мода на все нове, прогресивне, західне. Японський традиційний побут, який практично не мінявся століттями, зазнав карколомних змін. Центрами цих змін ставали великі урбаністичні центри — Токіо, Йокогама, Осака, Кобе та інші. Явище модернізації японської культури шляхом запозичення європейських досягнень отримало назву за популярним гаслом тієї доби — «Цивілізація і просвітництво».
У галузі філософії панівними ідеологіями стали західні лібералізм та індивідуалізм. Морально-етичні принципи попередніх епох, що базувалися на конфуціанстві, буддизмі й синто, розцінювалися як застарілі. Видавалися переклади праць Русо, Гегеля, Спенсера, Дарвіна. На базі цих робіт японські мислителі розвинули тезу про «природні права людини» на свободу, рівність і щастя. Популяризаторами цієї тези були Фукудзава Юкіті та Накамура Масанао. Їхні роботи «Стан справ на Заході», «Просування наук», «Конспект теорії цивілізації», «Легенди Заходу», «Теорія свободи» та інші були бестселерами свого часу. Вони сприяли демонтажу традиційного світогляду і формуванню нової японської національної свідомості.
Перетворення часів реставрації Мейдзі змінили релігійну карту Японії. Після проголошення в 1868 курсу на відновлення стародавньої японської держави, уряд вирішив зробити місцеве язичництво синто державною релігією. Того ж року було видано указ про розмежування синто і буддизму, що поклав край тисячолітній традиції синто-буддистського синкретизму. Язичницькі святилища і буддистські монастирі були розмежовані, а тисячі буддистських храмів ліквідовані. Серед японських чиновників, інтелектуалів та міщан виник потужний антибуддистський рух. 1870 року Імператор проголосив Декларацію про Велике Вчення, за якою синто ставало державною релігією Японії. Усі синтоїстські святилища Японії були інтегровані в одну організацію, на чолі з Імператором як синтоїстським первосвящеником. День народження Імператора та день заснування японської держави були оголошені державними святами.
На тлі одержавлення синто, японський уряд продовжував політику заборони християнства, успадковану з 17 століття. Особи, що сповідували цю релігію, переслідувалися владою і страчувалися. Лише під тиском західних держав, у 1873 році, японський уряд відмінив усі заборони. Завдяки цьому до Японії стали прибувати католицькі й протестантські місіонери, які окрім проповідування християнства сприяли становленню в Японії системи освіти та охорони здоров'я західного зразка. Нова релігія стала популярною серед японської інтелігенції, проте в урядових колах і особливо в армії до християн як і раніше ставилися вороже.
Під час реставрації Мейджі в країні особливого розвитку набула видавнича справа і журналістика. У Токіо виходили щоденні газети та журнали. Вони сприяли формуванню громадянського суспільства, друкуючи не лише новини, а й критичні статті про актуальні політично-соціальні проблеми. Так, 1873 року японські західники Морі Арінорі, Фукудзава Юкіті, Нісі Амане, Като Хіроюкі та Нісімура Сіґекі заснували Товариство 1873, яке видавало «Часопис Товариства 1873», й ратувало за модернізацію світогляду нації та ліквідацію «феодальних пережитків» минулого.
1872 року японський уряд прийняв європейську систему літочислення та григоріанський календар. 3 число 12 місяця 5 року Мейджі було проголошено 1 січням 1872 року. Новий календар став використовуватися в офіційній урядовій документації, регіональних адміністраціях, війську тощо. Проте традиційний сонячно-місячний календар зберігся на селі як такий, що найкраще відповідав потребам японського сільського господарства. Була також змінена система відліку часу — поділ доби на японські 12 годин був замінений на 24 європейські години.
Модернізація сильно змінила побут японців. У великих містах почали носити західний одяг та короткі зачіски. Спочатку цієї моди дотримувалися урядовці та військові, але з часом вона набула поширення серед широких верств населення. В Токіо та Йокогамі з'явилися перші цегляні будинки, газові ліхтарі, а також новий вид транспорту — рикша. Поступово, з розвитком транспорту та видавничої справи, нова мода на західні новинки поширилася з міст у японську провінцію. Незважаючи на позитивні зрушення, модернізація завдала сильної шкоди традиційним культурі та світогляду японців. Чимало культурних надбань Японії були вивезені за кордон як непотріб, осівши у приватних колекціях та музеях США, Франції і Великої Британії.

## Хронологія
| Рік  | Політика |
| ---- | --- |
| 1867 | - 9.IX. Повернення державної влади Імператору. |
| 1868 | - 3.I. Указ про реставрацію Імператорського правління. Початок реставрації Мейджі. Ліквідовано сьоґунат. Встановлену систему трьох посад (голова уряду, старші і молодші радники). - 27—30.І. Битва при Тоба-Фусімі. Початок громадянської війни Босін між урядом і прибічниками відновлення сьоґунату. - 6.IV. П'ятистатейна присяга. Визначено основні принципи реставрації Мейджі. - 7.IV. П'ять публічних оголошень. Визначено курс керування населенням. - 5.V. Здача замку Едо. Захоплення урядом головної цитаделі прибічників відновлення сьоґунату. - 11.VI. Указ про форму державного правління. Провдено реформу державного апарату, засновано Велику державну раду. Проголошено принципи розподілу влади і виборності посадовців. - 9.ІХ. Указ про перейменування Едо в Токіо. - 23.Х. Новий девіз Імператорського правління — Мейджі. Встановлено принцип «один монарх — один девіз». |
| 1869 | - 15.II. Вбивство Йокої Сьонана (60). - 3.III. Повернення земель і населення Імператору володарями ханів Сацуми, Тьосю, Тоси і Хідзену. - 15.IV. Заснування Коґісьо. - 27.VI. Капітуляція П'ятибастіонної фортеці. Кінець громадянської війни. - 25.VII. Повернення земель і населення Імператору усіма володарями усіх ханів. Передача уряду права власності над природними та людськими ресурсами країни. - 15.VIII. Реформа державного апарату. Встановлено систему «двох рад і шести міністерств». Коґісьо перейменовано на Сюґіїн. - 20.ІХ. Перейменування Землі Едзо на Хоккайдо. - 20.ХІ. Перенесення столиці з Кіото до Токіо. - 7.XII. Вбивство Омури Масудзіро (47). |
| 1870 | - 14.III. Засновано Відділ освоєння Сахаліну. |
| 1871 | - 5.ІІ. Конфіскація урядом землеволодіння буддистських монастирів та синтоїстських святилищ. - 29.ІІ. Вбивство Хіросави Санеомі (39). - 29.VIII. Ліквідація ханів і заснування префектур. Впроваджено унітарний устрій. Реформа державного апарату. Встановлено «трипалатну систему» Великої державної ради. |
| 1872 | |